# Patrick Carey
Patrick Carey (* 5. September 1916 in London; † 1994 in Kanada) war ein britischer Kameramann, Drehbuchautor, Filmproduzent und -regisseur von Dokumentarfilmen, der zweimal für den Oscar für den besten Dokumentar-Kurzfilm nominiert war.

## Biografie
Carey war der ein Sohn der Theaterschauspielerin Mia Carey; sein Bruder war der Schauspieler Denis Carey (1909–1986). Er begann Ende der 1950er Jahre als Kameramann von dokumentarischen Kurzfilmen und drehte im Laufe der Zeit rund ein Dutzend Kurzfilme, wobei er mehrfach auch zugleich Drehbuchautor, Produzent und Regisseur dieser Filme war. An dem 1959 für einen Oscar nominierten Dokumentar-Kurzfilm Journey Into Spring war er als Kameramann beteiligt, ebenso im Jahr zuvor an The Living Stone.
Bei der Oscarverleihung 1966 war er mit Joe Mendoza erstmals für den Oscar für den besten Dokumentar-Kurzfilm nominiert, und zwar für Die Heimat des Dichters Yeats (Yeats Country, 1965), einem Film über William Butler Yeats und dessen irische Heimat. Für diesen Film erhielt er 1965 bei den Internationalen Filmfestspielen in Berlin bereits den Goldenen Bären in der Kategorie „Bester Kurzfilm“. Bei dem 1966 veröffentlichten Dokumentar-Kurzfilm Wild Wings, dessen Thema ein Wildreservat mit zahlreichen Wildvögeln ist, führte Carey Regie. Der von Edgar Anstey produzierte Film wurde mit einem Oscar ausgezeichnet, der an den Produzenten ging.
Fünf Jahre später war Carey bei der Oscarverleihung 1971 zum zweiten Mal für den Oscar in dieser Kategorie nominiert: Mit der Produzentin Vivien Carey für den 1971 in Irland entstandenen Film Oisín.
1980 ging er erneut nach Kanada, wo er bereits von 1956 bis 1962 gelebt und gearbeitet hatte.